# Robbie Brightwell
Robbie Brightwell   (Rāwalpindi, 27 d'octubre de 1939 - 6 de març de 2022) fou un atleta anglès, especialista en curses de velocitat, que va competir durant les dècades de 1950 i 1960. Es casà amb la també atleta Ann Packer.
Brightwell va néixer a Rāwalpindi, a l'Índia Britànica, però es va traslladar al Regne Unit amb la seva família el 1946. El 1960 va prendre part en els Jocs Olímpics d'Estiu de Roma, on disputà dues proves del programa d'atletisme. Fou cinquè en la cursa dels 4×400 metres, mentre en els 400 metres quedà eliminat en semifinals. Quatre anys més tard, als Jocs de Tòquio, tornà a disputar dues proves del programa d'atletisme. Guanyà la medalla de plata en els 4×400 metres, formant equip amb Tim Graham, Adrian Metcalfe i John Cooper, mentre els 400 metres fou quart.
En el seu palmarès també destaquen dues medalles al Campionat d'Europa d'atletisme de 1962, d'or en els 400 metres i de plata en els 4x400 metres, i dues medalles de plata als Jocs de la Commonwealth de 1962, en les 440 iardes i 4x440 iardes. A nivell nacional guanyà el campionat britànic de l'AAA de les 440 iardes el 1962 i 1964.

## Millors marques
- 400 metres. 45.6" (1962)
- 800 metres. 1' 47.4" (1964)[6]